# Finlands utrikesminister
Finlands utrikesminister (finska:Suomen ulkoministeri, före 2015 ulkoasiainministeri) är chef för Utrikesministeriet och ansvarar för Finlands utrikespolitik.

## Lista över Finlands utrikesministrar
| Tid på posten | Namn                       |
| ------------- | -------------------------- |
| 1918          | Otto Stenroth              |
| 1918-1919     | Carl Enckell               |
| 1919-1922     | Rudolf Holsti              |
| 1922          | Carl Enckell               |
| 1922-1924     | Juho Heikki Vennola        |
| 1924          | Carl Enckell               |
| 1924-1925     | Hjalmar Procopé            |
| 1925          | Gustaf Idman               |
| 1925-1926     | Emil Nestor Setälä         |
| 1926-1927     | Väinö Voionmaa             |
| 1927-1931     | Hjalmar Procopé            |
| 1931-1932     | Aarno Yrjö-Koskinen        |
| 1932-1936     | Antti Hackzell             |
| 1936-1938     | Rudolf Holsti              |
| 1938          | Väinö Voionmaa             |
| 1938-1939     | Eljas Erkko                |
| 1939-1940     | Väinö Tanner               |
| 1940-1943     | Rolf Witting               |
| 1943-1944     | Henrik Ramsay              |
| 1944-1950     | Carl Enckell               |
| 1950-1951     | Åke Gartz                  |
| 1951-1952     | Sakari Tuomioja            |
| 1952-1953     | Urho Kekkonen              |
| 1953-1954     | Ralf Törngren              |
| 1954          | Urho Kekkonen              |
| 1954-1956     | Johannes Virolainen        |
| 1956-1957     | Ralf Törngren              |
| 1957          | Johannes Virolainen        |
| 1957-1958     | Paavo Johannes Hynninen    |
| 1958          | Johannes Virolainen        |
| 1958-1959     | Karl-August Fagerholm      |
| 1959-1961     | Ralf Törngren              |
| 1961          | Vieno Johannes Sukselainen |
| 1961-1962     | Ahti Karjalainen           |
| 1962-1963     | Veli Merikoski             |
| 1963-1964     | Jaakko Hallama             |
| 1964-1970     | Ahti Karjalainen           |
| 1970-1971     | Väinö Leskinen             |
| 1971-1972     | Olavi J. Mattila           |
| 1972          | Kalevi Sorsa               |
| 1972-1975     | Ahti Karjalainen           |
| 1975          | Olavi J. Mattila           |
| 1975-1976     | Kalevi Sorsa               |
| 1976-1977     | Keijo Korhonen             |
| 1977-1982     | Paavo Väyrynen             |
| 1982-1983     | Pär Stenbäck               |
| 1983-1987     | Paavo Väyrynen             |
| 1987-1989     | Kalevi Sorsa               |
| 1989 - 1991   | Pertti Paasio              |
| 1991 - 1993   | Paavo Väyrynen             |
| 1993-1995     | Heikki Haavisto            |
| 1995          | Paavo Rantanen             |
| 1995 - 2000   | Tarja Halonen              |
| 2000- 2007    | Erkki Tuomioja             |
| 2007-2008     | Ilkka Kanerva              |
| 2008-2011     | Alexander Stubb            |
| 2011-2015     | Erkki Tuomioja             |
| 2015-2019     | Timo Soini                 |
| 2019-2023     | Pekka Haavisto             |
| 2023-         | Elina Valtonen             |